# يحى الكثيب (الريدة)
'

تعديل مصدري - تعديل

يحى الكثيب هي إحدى قرى عزلة الريدة وقصيعر بمديرية الريدة وقصيعر التابعة لمحافظة حضرموت، بلغ تعداد سكانها 30 نسمة حسب تعداد اليمن لعام 2004.